# E.W. Kenyon
Essek William (E.W.) Kenyon, född 25 april 1867 i Hadley i Saratoga County i New York, död 19 mars 1948, var en amerikansk evangelist och pastor inom baptistkyrkan. Kenyon var en viktig inspirationskälla för Kenneth Hagin och därigenom indirekt för Trosrörelsen.[1]
Kenyon förkunnade den kontroversiella JDS-läran, med vilket menas att Jesu skulle ha pinats i helvetet efter korsfästelsen.